# Самърсет (окръг, Ню Джърси)
Окръг Самърсет (на английски: Somerset County) е окръг в щата Ню Джърси, Съединени американски щати. Площта му е 790 km², а населението – 333 751 души (2016). Административен център е Самървил.